# Harda
Harda, auch  Hurdah, ist eine Stadt im indischen Bundesstaat Madhya Pradesh. Die Stadt liegt im südlichen Teil des Bundesstaates.
Die Stadt ist der Verwaltungssitz des gleichnamigen Distrikts Harda. Die Stadt ist in 32 Wards gegliedert. Sie hatte am Stichtag der Volkszählung 2011 68.162 Einwohner.